# MAN-Salz
Der technische Begriff MAN-Salz bezeichnet einen militärischen Sprengstoff bestehend aus Methylammoniumnitrat. Von diesem wurden während des Zweiten Weltkrieges im Deutschen Reich rund 3200 Tonnen produziert.

## Belege
1. ↑  Fritz Hahn: Waffen und Geheimwaffen des deutschen Heeres 1933–1945, Band 1 Koblenz 1986